# Elizabeth Bacon Custer
Elizabeth Clift Bacon (Monroe, 8 aprile 1842 – New York, 4 aprile 1933) è stata una scrittrice statunitense.
Moglie di George Armstrong Custer, maggior generale onorario dell’esercito degli Stati Uniti, trascorse gran parte della vita matrimoniale seguendo il marito durante le numerose campagne nella Guerra civile americana e, in seguito, nelle campagne militari da lui condotte in qualità di ufficiale comandante del 7º Reggimento di cavalleria degli Stati Uniti contro le tribù indiane delle Grandi pianure.

## Biografia
Elizabeth Bacon, "Libbie" per familiari ed amici, nacque a Monroe, nel Michigan, nel 1842. La famiglia apparteneva all'alta borghesia di Monroe e il padre, Daniel Bacon, era un giudice ricco e influente che aveva proficui investimenti in società immobiliari e nel settore del commercio.
La morte prematura della madre e dei suoi tre fratelli segnarono in maniera molto dolorosa la sua infanzia e la lasciarono a vivere da sola con il padre. Elisabeth era una ragazza bella e intelligente e il padre sperava ardentemente che avrebbe fatto un matrimonio con un uomo dal suo stesso elevato rango sociale.
Libbie incontrò Custer il giorno del ringraziamento del 1862, proprio nel pieno della Guerra di secessione americana quando Custer tornò a Monroe per un breve congedo. Si innamorò di lui, ma dovette affrontare la fiera opposizione del padre in quanto la famiglia di Custer era di estrazione mediocre mentre il giudice pretendeva per Libbie un partito migliore. Dopo che Custer fu promosso al grado di ufficiale comandante di brigata di cavalleria nell'Armata del Potomac, il giudice Bacon cedette e i due poterono sposarsi il 9 febbraio 1864 nella locale chiesa presbiteriana.
La luna di miele di Libbie e George - che lei affettuosamente chiamava Autie, dal modo in cui egli da piccolo pronunciava il suo nome Armstrong - fu però presto interrotta dalla chiamata in servizio per la campagna dell’Armata del Potomac in Virginia. Lei chiese con determinazione di poter seguire il marito stabilendo in tal modo quello che sarebbe stato lo schema della sua vita futura.

### La vita come signora Custer
Il rapporto sentimentale tra Libbie e George fu molto intenso, ma talvolta anche tumultuoso a causa del carattere forte e deciso di entrambi. Malgrado avesse lineamenti delicati e sembrasse fisicamente inadatta a condurre la vita in un presidio militare, lei rinunciò di buon grado alle comodità a cui era abituata e, a differenza delle mogli degli altri ufficiali, quando possibile seguì il marito in ogni incarico ovunque l'esercito lo portasse.

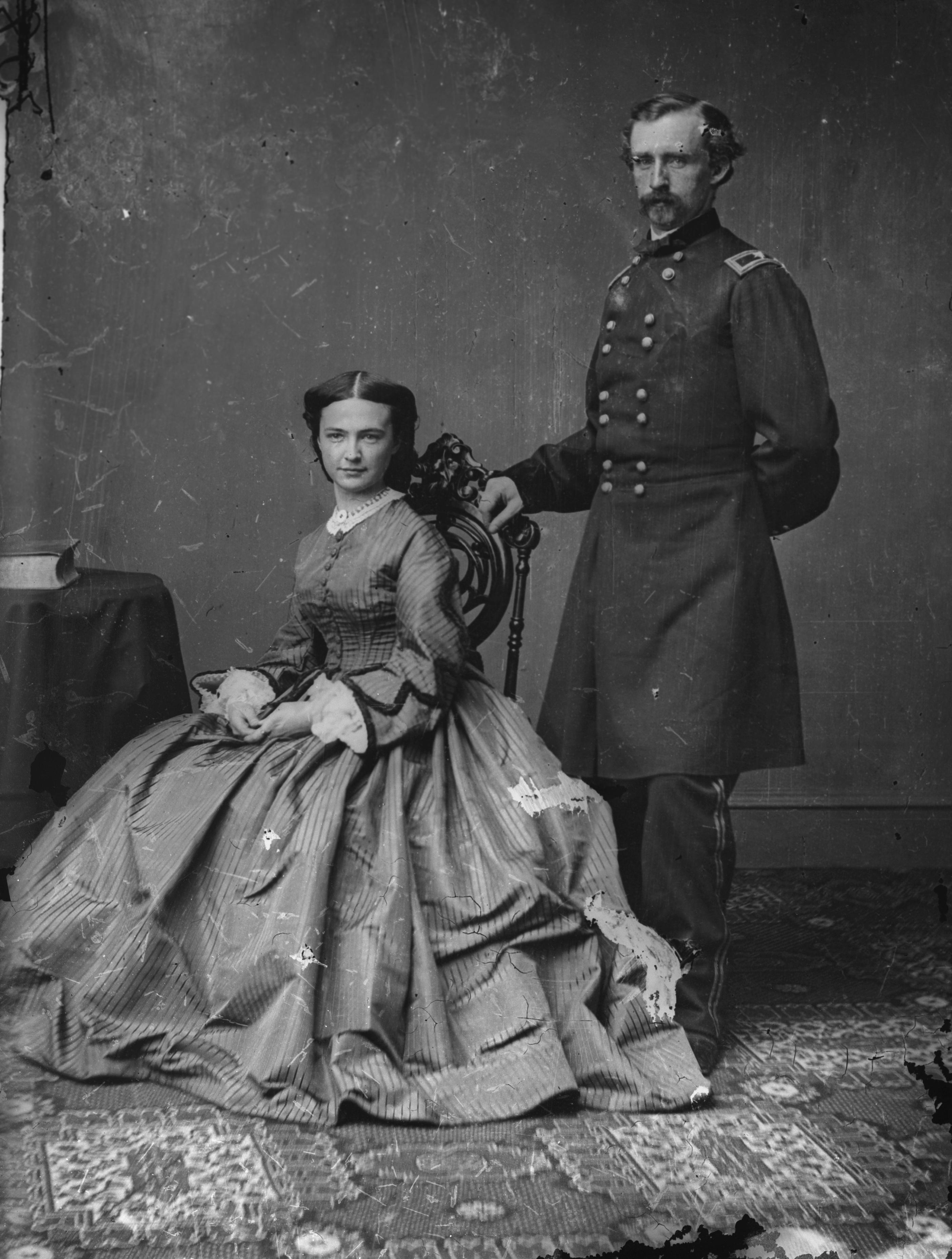
George and Libbie Custer, 1864

Per lei la separazione, sebbene spesso inevitabile, era una sorta di agonia. «È infinitamente peggio essere lasciati indietro, preda di tutti gli orrori di immaginare cosa potrebbe accadere a una persona che amiamo» questo scrisse Elizabeth alcuni anni dopo in Boots and Saddles, il primo dei suoi tre libri sulla vita vissuta sul campo insieme al marito.
Dopo la Guerra di secessione, dal 1866 al 1871 i Custer vissero in Kansas, prima a Fort Riley e poi a Fort Hays, dove George era stato assegnato per un incarico che lui, abituato alle grandi battaglie della guerra civile, riteneva insoddisfacente. Ai soldati, infatti, era stato affidato il compito di proteggere i coloni e gli operai che lavoravano alla costruzione della ferrovia che attraversava le pianure occidentali del paese. Nel 1867, mentre era in missione, l’amore per Libbie spinse Custer a un comportamento sconsiderato. Abbandonò il suo reparto per tornare a Fort Riley per poter riabbracciare la moglie. Il risultato fu che la corte marziale lo condannò a un anno di sospensione dal servizio e dallo stipendio.
Nel settembre del 1871 i Custer lasciarono Fort Hays in quanto il 7º Cavalleria fu inviato a Elizabethtown, in Kentucky, per un breve periodo. La vita che negli avamposti di frontiera era già difficile, peggiorò quando l'esercito fu impegnato nelle campagne contro le tribù di indiani delle Grandi pianure.
All'inizio del 1873 Custer ricevette l’ordine di trasferire il suo reggimento a Fort Abraham Lincoln, a sud della città di Bismark nel Territorio del Dakota. A tal proposito Libbie, in seguito, scrisse «Quando con il dito percorrevo il tragitto che avremmo dovuto compiere dal Kentucky fino quasi ai confini del possedimenti britannici, mi sembrava che dovessimo partire per la Lapponia»  Custer, invece, accolse la notizia con grande entusiasmo. Sentiva odore di battaglia, sentiva che avrebbe avuto il compito di mantenere gli indiani nelle loro riserve per consentire l'espansione della ferrovia verso ovest e tutto questo lo eccitava e lo rendeva felice.
Di là, il 17 maggio, Custer partì con i dodici squadroni del 7º Cavalleggeri per la campagna del 1876 contro Sioux e Cheyenne del Nord. Gli sembrò quella un'occasione di gloria da cogliere al volo e la sua ambizione lo portò a sottovalutare i pericoli dello scontro che ebbe come esito il disastro del Little Bighorn (25 giugno 1876).

### Vedova dopo il Little Bighorn
Dopo che la colonna di Custer fu spazzata via nella battaglia del Little Bighorn la stampa, taluni vertici militari e anche esponenti del governo, a cominciare dal presidente Ulysses S. Grant, criticarono ferocemente Custer ritenendolo unico responsabile del massacro. In particolare, nel suo rapporto al generale Philip H. Sheridan datato 27 giugno, il generale Alfred H. Terry  dichiarò «per quanto posso immaginare, Custer agì in maniera errata [...] decise di attaccarli, senza che i suoi uomini fossero pronti, e divise il suo comando in gruppi che vennero battuti separatamente». Per contrastare quest’onda crescente di critiche, Libbie si dedicò per i restanti 57 anni della sua vita ad una serie di iniziative tese a riabilitare l'immagine di Custer. Attraverso la pubblicazione di libri, articoli e soprattutto conferenze Libbie ha sempre difeso con determinazione la memoria del marito elogiandone la carriera. E i suoi sforzi hanno ottenuto il risultato che lei si proponeva visto che anche gli storici, dopo vari decenni, hanno cominciato a considerare Custer con occhio più benevolo. Perfino il presidente Theodore Roosevelt, in una lettera che lei custodiva gelosamente, affermava che suo marito era «uno dei miei eroi» e «una luce splendente per tutti i giovani d'America».
Libbie rimase sempre fedele al ricordo del marito e non si risposò mai. Morì a New York il 4 aprile 1933, pochi giorni prima del suo 91º compleanno. Le sue spoglie riposano accanto a quelle del marito nel cimitero dell'Accademia militare di West Point (New York).

## Opere
- "Boots and Saddles" or Life in Dakota with General Custer, New York, Harper & Brothers, 1899
- Tenting on the Plains or General Custer in Kansas and Texas, Norman, University of Oklahoma Press, 1994
- Following the Guidon, New York, Harper & Brothers, 1890

## Elizaberh Bacon Custer nella filmografia
Elizabeth Bacon Custer è stata raccontata anche dal cinema, ma sempre in appoggio alla figura del marito che resta personaggio predominante. Qui di seguito un elenco dei film nei quali compare Libbie con l’indicazione dell’attrice che ne ha interpretato il ruolo.
- Custer's Last Fight - USA - Regia di Francis Ford (1912) - Grace Cunard
- The Scarlet West - USA - Regia di John G. Adolfi (1925) - Ruth Stonehouse
- Pantere Rosse (Custer's Last Stand) - USA - Regia di Elmer Clifton (1936) - Ruth Mix
- La storia del generale Custer (They Died with Their Boots On) - USA - Regia di Raoul Walsh (1941) - Olivia de Havilland
- Il massacro dei Sioux  (The Great Sioux Massacres) - USA - Regia di Sidney Salkow (1965) - Nancy Kovack
- Custer eroe del West (Custer of the West) - USA - Regia di Robert Siodmak  (1967) - Mary Ure
- The Court Martial of George Armstrong Custer (TV movie) - USA - Regia di Glenn Jordan  (1977) - Blythe Danner
- Son of the Morning Star (Miniserie TV) - USA – Regia di Mike Robe (1991) - Rosanna Arquette
- Custer's Strategy of Defeat (Film documentario) - USA - Regia di Chris Hoffert (2020) - Stefania Pelfini